# Schwartzia brenesii
Schwartzia brenesii är en tvåhjärtbladig växtart som först beskrevs av Paul Carpenter Standley, och fick sitt nu gällande namn av H.G. Bedell. Schwartzia brenesii ingår i släktet Schwartzia och familjen Marcgraviaceae. Inga underarter finns listade i Catalogue of Life.